# Paris-Roubaix 1976
Paris-Roubaix 1976 a fost a 74-a ediție a Paris-Roubaix, o cursă clasică de ciclism de o zi din Franța. Evenimentul a avut loc pe 11 aprilie 1976 și s-a desfășurat pe o distanță de 277,5 de kilometri de la Compiègne până la velodromul din Roubaix. Câștigătorul a fost Marc Demeyer din Belgia de la echipa Flandria–Velda–West Vlaams Vleesbedrijf.

## Rezultate
| Loc | Concurent                      | Echipă                                  | Timp       |
| --- | ------------------------------ | --------------------------------------- | ---------- |
| 1   | Marc Demeyer (BEL)             | Flandria–Velda–West Vlaams Vleesbedrijf | 6h 37' 41" |
| 2   | Francesco Moser (ITA)          | Sanson                                  | + 0"       |
| 3   | Roger De Vlaeminck (BEL)       | Brooklyn                                | + 0"       |
| 4   | Hennie Kuiper (NED)            | TI–Raleigh–Campagnolo                   | + 0"       |
| 5   | Walter Godefroot (BEL)         | IJsboerke–Colnago                       | + 1' 36"   |
| 6   | Eddy Merckx (BEL)              | Molteni–Campagnolo                      | + 1' 36"   |
| 7   | Jan Raas (NED)                 | TI–Raleigh–Campagnolo                   | + 1' 36"   |
| 8   | Jean-Pierre Danguillaume (FRA) | Peugeot–Esso–Michelin                   | + 1' 36"   |
| 9   | Willy Teirlinck (BEL)          | Gitane–Campagnolo                       | + 1' 45"   |
| 10  | Frans Verbeeck (BEL)           | IJsboerke–Colnago                       | + 1' 45"   |